# Globularia spinosa
Globularia spinosa är en grobladsväxtart som beskrevs av Carl von Linné. Globularia spinosa ingår i släktet bergskrabbor, och familjen grobladsväxter. Utöver nominatformen finns också underarten G. s. subscaposa.